# AFC Cup 2017
Der AFC Cup 2017 war die 14. Spielzeit des nach der Champions League zweitwichtigsten asiatischen Wettbewerbs für Vereinsmannschaften im Fußball seit dessen Gründung zur Spielzeit 2004. Am Wettbewerb nahmen in dieser Saison 43 Klubs aus 25 Landesverbänden der AFC teil.
Im November 2016 gab die AFC eine umfassende Modus-Änderung bekannt, nach der die Mannschaften nun in fünf statt wie bisher in zwei Regionen unterteilt werden. Die Regionen entsprechenden den fünf Regionalverbänden der AFC (Von der WAFF im Westen zur EAFF im Osten).
Die Saison begann mit der ersten Qualifikationsrunde am 30. Januar und endete mit dem Finale im Hisor Central Stadium in der tadschikischen Stadt Hissor am 4. November 2017. Dort besiegte der Titelverteidiger al-Quwa al-Dschawiya den FC Istiklol aus Tadschikistan mit 1:0 und konnte so seinen zweiten Titel in Folge gewinnen. Torschützenkönig wurden der Nordkoreaner Kim Yu-song vom 25. April SC mit 9 Toren. Zum besten Spieler des Wettbewerbs wurde der Tadschike Manutschehr Dschalilow ernannt.

## Qualifikationsrunde im August
Die Qualifikationsrunde wurde am 17. Juni 2016 in Kuala Lumpur, Malaysia, ausgelost. Die neun Mannschaften wurden in drei Gruppen mit je drei Teilnehmern gelost. Jeder spielte gegen jeden nur einmal. Die jeweils beste Mannschaft der drei Gruppen sollte sich ursprünglich für die Play-off-Runde qualifizieren.
Aufgrund der im November 2016 beschlossenen umfassenden Modus-Änderung ist der Ausgang der Qualifikationsrunde allerdings nichtig geworden. Die Mannschaften aus Kirgisistan und der Mongolei spielen trotzdem in der nächsten Runde, während Bangladesch, Bhutan und Kambodscha andere Mannschaften sowie Guam, Macau, Nepal und Taiwan keine Mannschaften in die nächste Runde entsenden.

### Gruppe 1
Alle Spiele fanden im Dolen-Omurzakov-Stadion in Bischkek (Kirgisistan) statt.
| Pl. | Verein             | Sp. | S | U | N | Tore    | Diff. | Punkte |
| --- | ------------------ | --- | - | - | - | ------- | ----- | ------ |
| 1.  | FK Dordoi Bischkek | 2   | 2 | 0 | 0 | 004:100 | +3    | 06     |
| 2.  | Benfica de Macau   | 2   | 1 | 0 | 1 | 005:400 | +1    | 03     |
| 3.  | Rovers FC          | 2   | 0 | 0 | 2 | 002:600 | −4    | 0      |

| 19. August 2016    |     |                       |
| Rovers FC          | 0:2 | FK Dordoi Bischkek \| |
| 21. August 2016    |     |                       |
| Benfica de Macau   | 4:2 | Rovers FC \|          |
| 23. August 2016    |     |                       |
| FK Dordoi Bischkek | 2:1 | Benfica de Macau \|   |

### Gruppe 2
Alle Spiele fanden im MFF Football Centre in Ulaanbaatar (Mongolei) statt.
| Pl. | Verein          | Sp. | S | U | N | Tore    | Diff. | Punkte |
| --- | --------------- | --- | - | - | - | ------- | ----- | ------ |
| 1.  | Three Star Club | 2   | 1 | 1 | 0 | 003:100 | +2    | 04     |
| 2.  | Erchim FC       | 2   | 1 | 0 | 1 | 001:200 | −1    | 03     |
| 3.  | Nagaworld FC    | 2   | 0 | 1 | 1 | 001:200 | −1    | 01     |

| 21. August 2016 |     |                    |
| Three Star Club | 2:0 | Erchim FC \|       |
| 23. August 2016 |     |                    |
| Nagaworld FC    | 1:1 | Three Star Club \| |
| 25. August 2016 |     |                    |
| Erchim FC       | 1:0 | Nagaworld FC \|    |

### Gruppe 3
Alle Spiele fanden im Changlimithang Stadium in Thimphu (Bhutan) statt.
| Pl. | Verein           | Sp. | S | U | N | Tore    | Diff. | Punkte |
| --- | ---------------- | --- | - | - | - | ------- | ----- | ------ |
| 1.  | FC Tertons       | 2   | 1 | 1 | 0 | 004:300 | +1    | 04     |
| 2.  | Tatung FC        | 2   | 0 | 2 | 0 | 001:100 | ±0    | 02     |
| 3.  | Sheikh Russel KC | 2   | 0 | 1 | 1 | 004:500 | −1    | 01     |

| 21. August 2016  |     |                     |
| Tatung FC        | 0:0 | FC Tertons \|       |
| 23. August 2016  |     |                     |
| Sheikh Russel KC | 1:1 | Tatung FC \|        |
| 25. August 2016  |     |                     |
| FC Tertons       | 4:3 | Sheikh Russel KC \| |

## Qualifikation
Die Spielpaarungen in den zwei Qualifikationsrunden wurden nach der AFC-Vierjahreswertung 2016 gesetzt. Gespielt wurde in Hin- und Rückspiel, wobei die in der Wertung höher gesetzte Mannschaft das Hinspiel zunächst auswärts bestritt.

### Erste Qualifikationsrunde
Die Spiele fanden am 31. Januar und 7. Februar 2017 statt.
|                    | Gesamt |                  | Hinspiel | Rückspiel |
| ------------------ | ------ | ---------------- | -------- | --------- |
| Shaheen Asmayee    | 0:1    | Khosilot Farkhor | 10:1 1   | 0:0       |
| FK Dordoi Bischkek | 3:2    | Balkan FK        | 1:1      | 2:1       |
| Colombo FC         | 2:4    | Mohun Bagan AC   | 1:2      | 1:2       |
| Thimphu City FC    | 0:3    | Club Valencia    | 0:0      | 0:3       |

Anmerkung

### Play-off-Runde
Die Spiele fanden am 30. und 31. Januar, am 6. und 7. sowie am 21. und 28. Februar 2017 statt.
|                     | Gesamt |                  | Hinspiel | Rückspiel |
| ------------------- | ------ | ---------------- | -------- | --------- |
| Shabab al-Khalil SC | 3:4    | al-Suwaiq Club   | 2:1      | 1:3       |
| FK Dordoi Bischkek  | 2:1    | Khosilot Farkhor | 1:0      | 1:1       |
| Club Valencia       | 2:5    | Mohun Bagan AC   | 1:1      | 1:4       |
| Phnom Penh Crown    | 3:7    | Home United      | 3:4      | 0:3       |
| Boeung Ket Angkor   | 2:1    | Lao Toyota FC    | 1:1      | 1:0       |

## Gruppenphase
| Region               | Gruppen         |
| -------------------- | --------------- |
| Westregion (WAFF)    | Gruppen A bis C |
| Zentralregion (CAFA) | Gruppe D        |
| Südregion (SAFF)     | Gruppe E        |
| Südostregion (AFF)   | Gruppen F bis H |
| Ostregion (EAFF)     | Gruppe I        |

An der Gruppenphase nahmen 34 Klubs teil. 29 Mannschaften davon waren direkt qualifiziert, dazu kamen noch 5 (je einer der West-, Zentral- und Südregion und zwei der Südostregion) aus der Play-off-Runde. Die Gruppenauslosung fand am 13. Dezember 2016 in der malaysischen Hauptstadt Kuala Lumpur statt. Die Mannschaften wurden dabei in neun Gruppen zu je vier Teilnehmern gelost. Nach der Auslosung zogen sich mehreren Vereine zurück, sodass in zwei Gruppen nur drei Mannschaften spielten. Die Verteilung der Gruppen auf die jeweiligen Regionen zeigt die nebenstehende Tabelle.
Die Gruppensieger und der jeweils beste Gruppenzweite der Gruppen A bis C sowie der Gruppen F bis H qualifizierten sich für das Regional-Halbfinale, während die Gruppensieger der Gruppen D, E und I sich für das Interregional-Halbfinale qualifizierten. Alle anderen Mannschaften schieden aus dem Wettbewerb aus. Bei Punktgleichheit zweier oder mehrerer Mannschaften wurde die Platzierung durch folgende Kriterien ermittelt:
1. Anzahl Punkte im direkten Vergleich
2. Tordifferenz im direkten Vergleich
3. Anzahl Tore im direkten Vergleich
4. Anzahl Auswärtstore im direkten Vergleich
5. Wenn nach der Anwendung der Kriterien 1 bis 4 immer noch mehrere Mannschaften denselben Tabellenplatz belegten, wurden die Kriterien 1 bis 4 erneut angewendet, jedoch ausschließlich auf die Direktbegegnungen der betreffenden Mannschaften. Sollte auch dies zu keiner definitiven Platzierung führen, wurden die Kriterien 6 bis 10 angewendet.
6. Tordifferenz aus allen Gruppenspielen
7. Anzahl Tore in allen Gruppenspielen
8. Wenn es nur um zwei Mannschaften ging und diese beiden auf dem Platz stehen, kam es zwischen diesen zu einem Elfmeterschießen.
9. Niedrigere Anzahl Punkte durch Gelbe und Rote Karten (Gelbe Karte 1 Punkt, Gelb-Rote und Rote Karte 3 Punkte, Gelbe Karte auf die eine direkte Rote Karte folgt 4 Punkte)
10. Höherer Rang des Fußballverbandes in der AFC-Vierjahreswertung

### Gruppe A
| Pl. | Verein         | Sp. | S | U | N | Tore    | Diff. | Punkte |
| --- | -------------- | --- | - | - | - | ------- | ----- | ------ |
| 1.  | al-Zawraa SC   | 6   | 3 | 3 | 0 | 009:300 | +6    | 12     |
| 2.  | al-Dschaisch   | 6   | 3 | 0 | 3 | 006:900 | −3    | 09     |
| 3.  | al-Ahli SC     | 6   | 1 | 3 | 2 | 005:600 | −1    | 06     |
| 4.  | al-Suwaiq Club | 6   | 1 | 2 | 3 | 003:500 | −2    | 05     |

| 20. Februar 2017 |     |                                                       |
| al-Dschaisch     | 1:0 | al-Ahli SC \| al-Khawr Stadium (in al-Chaur) 1        |
| al-Zawraa SC     | 0:0 | al-Suwaiq Club \| Grand-Hamad-Stadion (in Doha) 2     |
| 6. März 2017     |     |                                                       |
| al-Suwaiq Club   | 0:1 | al-Dschaisch \| Sultan-Qabus-Sportzentrum (in Maskat) |
| al-Ahli SC       | 1:1 | al-Zawraa SC \| Amman International Stadium           |
| 13. März 2017    |     |                                                       |
| al-Suwaiq Club   | 0:0 | al-Ahli SC \| Sultan-Qabus-Sportzentrum (in Maskat)   |
| al-Zawraa SC     | 3:1 | al-Dschaisch \| Grand Hamad Stadium (in Doha) 2       |
| 4. April 2017    |     |                                                       |
| al-Ahli SC       | 2:1 | al-Suwaiq Club \| Amman International Stadium         |
| al-Dschaisch     | 0:3 | al-Zawraa SC \| al-Khawr Stadium (in al-Chaur) 1      |
| 18. April 2017   |     |                                                       |
| al-Ahli SC       | 1:2 | al-Dschaisch \| Amman International Stadium           |
| al-Suwaiq Club   | 0:1 | al-Zawraa SC \| Sultan-Qabus-Sportzentrum (in Maskat) |
| 2. Mai 2017      |     |                                                       |
| al-Zawraa SC     | 1:1 | al-Ahli SC \| Grand Hamad Stadium (in Doha) 2         |
| al-Dschaisch     | 1:2 | al-Suwaiq Club \| al-Khawr Stadium (in al-Chaur) 1    |

Anmerkungen

### Gruppe B
| Pl. | Verein               | Sp. | S | U | N | Tore    | Diff. | Punkte |
| --- | -------------------- | --- | - | - | - | ------- | ----- | ------ |
| 1.  | al-Quwa al-Dschawiya | 6   | 3 | 3 | 0 | 006:200 | +4    | 12     |
| 2.  | al-Wahda             | 6   | 3 | 2 | 1 | 010:300 | +7    | 11     |
| 3.  | al-Hidd              | 6   | 3 | 0 | 3 | 008:500 | +3    | 09     |
| 4.  | Safa SC Beirut       | 6   | 0 | 1 | 5 | 001:150 | −14   | 01     |

| 20. Februar 2017     |     |                                                                  |
| Safa SC Beirut       | 0:0 | al-Quwa al-Dschawiya \| Saida International Stadium (in Sidon)   |
| al-Hidd              | 0:1 | al-Wahda \| Nationalstadion Bahrain (in Riffa)                   |
| 6. März 2017         |     |                                                                  |
| al-Wahda             | 2:0 | Safa SC Beirut \| Saida International Stadium (in Sidon) 1       |
| al-Quwa al-Dschawiya | 2:1 | al-Hidd \| al-Wakrah Stadium (in al-Wakra) 2                     |
| 14. März 2017        |     |                                                                  |
| al-Wahda             | 0:0 | al-Quwa al-Dschawiya \| Saida International Stadium (in Sidon) 1 |
| al-Hidd              | 3:1 | Safa SC Beirut \| Nationalstadion Bahrain (in Riffa)             |
| 3. April 2017        |     |                                                                  |
| Safa SC Beirut       | 0:2 | al-Hidd \| Camille-Chamoun-Stadion                               |
| al-Quwa al-Dschawiya | 1:1 | al-Wahda \| al-Wakrah Stadium (in al-Wakra) 2                    |
| 18. April 2017       |     |                                                                  |
| al-Wahda             | 0:2 | al-Hidd \| Saida International Stadium (in Sidon) 1              |
| al-Quwa al-Dschawiya | 2:0 | Safa SC Beirut \| al-Wakrah Stadium (in al-Wakra) 2              |
| 2. Mai 2017          |     |                                                                  |
| Safa SC Beirut       | 0:6 | al-Wahda \| Camille-Chamoun-Stadion                              |
| al-Hidd              | 0:1 | al-Quwa al-Dschawiya \| Nationalstadion Bahrain (in Riffa)       |

Anmerkungen

### Gruppe C
| Pl. | Verein        | Sp. | S | U | N | Tore    | Diff. | Punkte |
| --- | ------------- | --- | - | - | - | ------- | ----- | ------ |
| 1.  | al-Wihdat     | 6   | 3 | 3 | 0 | 009:600 | +3    | 12     |
| 2.  | Muharraq Club | 6   | 3 | 1 | 2 | 009:800 | +1    | 10     |
| 3.  | Saham Club    | 6   | 2 | 1 | 3 | 009:900 | ±0    | 07     |
| 4.  | Nejmeh Club   | 6   | 1 | 1 | 4 | 005:900 | −4    | 04     |

| 21. Februar 2017 |     |                                                         |
| Saham Club       | 3:2 | Muharraq Club \| al-Seeb-Stadion (in Sib)               |
| al-Wihdat        | 1:0 | Nejmeh Club \| King Abdullah II Stadium                 |
| 7. März 2017     |     |                                                         |
| Nejmeh Club      | 2:1 | Saham Club \| Saida International Stadium (in Sidon)    |
| Muharraq Club    | 1:1 | al-Wihdat \| Nationalstadion Bahrain (in Riffa)         |
| 13. März 2017    |     |                                                         |
| Nejmeh Club      | 1:2 | Muharraq Club \| Saida International Stadium (in Sidon) |
| al-Wihdat        | 2:1 | Saham Club \| King Abdullah II Stadium                  |
| 4. April 2017    |     |                                                         |
| Saham Club       | 1:1 | al-Wihdat \| Sultan-Qabus-Sportzentrum (in Maskat)      |
| Muharraq Club    | 1:0 | Nejmeh Club \| Nationalstadion Bahrain (in Riffa)       |
| 17. April 2017   |     |                                                         |
| Nejmeh Club      | 1:1 | al-Wihdat \| Camille-Chamoun-Stadion                    |
| Muharraq Club    | 1:0 | Saham Club \| Nationalstadion Bahrain (in Riffa)        |
| 1. Mai 2017      |     |                                                         |
| al-Wihdat        | 3:2 | Muharraq Club \| King Abdullah II Stadium               |
| Saham Club       | 3:1 | Nejmeh Club \| Sultan-Qabus-Sportzentrum (in Maskat)    |

### Gruppe D
| Pl. | Verein             | Sp. | S | U | N | Tore    | Diff. | Punkte |
| --- | ------------------ | --- | - | - | - | ------- | ----- | ------ |
| 1.  | FC Istiklol        | 6   | 5 | 1 | 0 | 015:400 | +11   | 16     |
| 2.  | Altyn Asyr FK      | 6   | 4 | 1 | 1 | 012:400 | +8    | 13     |
| 3.  | FK Dordoi Bischkek | 6   | 1 | 0 | 5 | 006:160 | −10   | 03     |
| 4.  | Alai Osch          | 6   | 1 | 0 | 5 | 009:180 | −9    | 03     |

| 14. März 2017      |     |                                             |
| Alai Osch          | 1:2 | Altyn Asyr FK \| Sujumbajew-Stadion         |
| FC Istiklol        | 2:0 | FK Dordoi Bischkek \| Pamir-Stadion         |
| 4. April 2017      |     |                                             |
| FK Dordoi Bischkek | 1:0 | Alai Osch \| Dolen-Omurzakov-Stadion        |
| Altyn Asyr FK      | 1:1 | FC Istiklol \| Sport-Toplumy-Stadion        |
| 18. April 2017     |     |                                             |
| FK Dordoi Bischkek | 0:2 | Altyn Asyr FK \| Dolen-Omurzakov-Stadion    |
| FC Istiklol        | 3:1 | Alai Osch \| Pamir-Stadion                  |
| 3. Mai 2017        |     |                                             |
| Alai Osch          | 1:4 | FC Istiklol \| Sujumbajew-Stadion           |
| Altyn Asyr FK      | 3:0 | FK Dordoi Bischkek \| Sport-Toplumy-Stadion |
| 17. Mai 2017       |     |                                             |
| Altyn Asyr FK      | 4:1 | Alai Osch \| Sport-Toplumy-Stadion          |
| FK Dordoi Bischkek | 1:4 | FC Istiklol \| Dolen-Omurzakov-Stadion      |
| 31. Mai 2017       |     |                                             |
| Alai Osch          | 5:4 | FK Dordoi Bischkek \| Sujumbajew-Stadion    |
| FC Istiklol        | 1:0 | Altyn Asyr FK \| Pamir-Stadion              |

### Gruppe E
| Pl. | Verein             | Sp. | S | U | N | Tore    | Diff. | Punkte |
| --- | ------------------ | --- | - | - | - | ------- | ----- | ------ |
| 1.  | Bengaluru FC       | 6   | 4 | 0 | 2 | 007:600 | +1    | 12     |
| 2.  | Maziya S&RC        | 6   | 4 | 0 | 2 | 010:400 | +6    | 12     |
| 3.  | Mohun Bagan AC     | 6   | 2 | 1 | 3 | 010:110 | −1    | 07     |
| 4.  | Abahani Ltd. Dhaka | 6   | 1 | 1 | 4 | 004:100 | −6    | 04     |

| 14. März 2017      |     |                                                |
| Abahani Ltd. Dhaka | 0:2 | Maziya S&RC \| Bangabandhu National Stadium    |
| Bengaluru FC       | 2:1 | Mohun Bagan AC \| Sree-Kanteerava-Stadion      |
| 4. April 2017      |     |                                                |
| Maziya S&RC        | 0:1 | Bengaluru FC \| Rasmee-Dhandu-Stadion          |
| Mohun Bagan AC     | 3:1 | Abahani Ltd. Dhaka \| Rabindra-Sarobar-Stadion |
| 18. April 2017     |     |                                                |
| Bengaluru FC       | 2:0 | Abahani Ltd. Dhaka \| Sree-Kanteerava-Stadion  |
| 19. April 2017     |     |                                                |
| Mohun Bagan AC     | 0:1 | Maziya S&RC \| Rabindra-Sarobar-Stadion        |
| 3. Mai 2017        |     |                                                |
| Maziya S&RC        | 5:2 | Mohun Bagan AC \| Rasmee-Dhandu-Stadion        |
| Abahani Ltd. Dhaka | 2:0 | Bengaluru FC \| Bangabandhu National Stadium   |
| 17. Mai 2017       |     |                                                |
| Maziya S&RC        | 2:0 | Abahani Ltd. Dhaka \| Rasmee-Dhandu-Stadion    |
| Mohun Bagan AC     | 3:1 | Bengaluru FC \| Rabindra-Sarobar-Stadion       |
| 31. Mai 2017       |     |                                                |
| Bengaluru FC       | 1:0 | Maziya S&RC \| Sree-Kanteerava-Stadion         |
| Abahani Ltd. Dhaka | 1:1 | Mohun Bagan AC \| Bangabandhu National Stadium |

### Gruppe F
| Pl. | Verein                | Sp. | S | U | N | Tore    | Diff. | Punkte |
| --- | --------------------- | --- | - | - | - | ------- | ----- | ------ |
| 1.  | Global FC             | 6   | 5 | 0 | 1 | 013:900 | +4    | 15     |
| 2.  | Johor Darul Ta’zim FC | 6   | 4 | 1 | 1 | 016:500 | +11   | 13     |
| 3.  | Boeung Ket Angkor     | 6   | 1 | 1 | 4 | 003:120 | −9    | 04     |
| 4.  | Magwe FC              | 6   | 0 | 2 | 4 | 005:110 | −6    | 02     |

| 21. Februar 2017      |     |                                                             |
| Global FC             | 1:0 | Magwe FC \| Rizal Memorial Stadium (in Manila)              |
| Johor Darul Ta’zim FC | 3:0 | Boeung Ket Angkor \| Larkin Stadium                         |
| 7. März 2017          |     |                                                             |
| Magwe FC              | 1:1 | Johor Darul Ta’zim FC \| Thuwanna-Stadion (in Rangun)       |
| Boeung Ket Angkor     | 0:2 | Global FC \| Olympiastadion Phnom Penh                      |
| 14. März 2017         |     |                                                             |
| Boeung Ket Angkor     | 1:0 | Magwe FC \| Olympiastadion Phnom Penh                       |
| Johor Darul Ta’zim FC | 4:0 | Global FC \| Larkin Stadium                                 |
| 5. April 2017         |     |                                                             |
| Magwe FC              | 1:1 | Boeung Ket Angkor \| Thuwanna-Stadion (in Rangun)           |
| Global FC             | 3:2 | Johor Darul Ta’zim FC \| Rizal Memorial Stadium (in Manila) |
| 19. April 2017        |     |                                                             |
| Magwe FC              | 2:4 | Global FC \| Thuwanna-Stadion (in Rangun)                   |
| Boeung Ket Angkor     | 0:3 | Johor Darul Ta’zim FC \| Olympiastadion Phnom Penh          |
| 3. Mai 2017           |     |                                                             |
| Johor Darul Ta’zim FC | 3:1 | Magwe FC \| Larkin Stadium                                  |
| Global FC             | 3:1 | Boeung Ket Angkor \| Rizal Memorial Stadium (in Manila)     |

### Gruppe G
| Pl. | Verein          | Sp. | S | U | N | Tore    | Diff. | Punkte |
| --- | --------------- | --- | - | - | - | ------- | ----- | ------ |
| 1.  | Ceres FC        | 6   | 3 | 2 | 1 | 016:800 | +8    | 11     |
| 2.  | Hà Nội FC       | 6   | 3 | 2 | 1 | 014:100 | +4    | 11     |
| 3.  | Tampines Rovers | 6   | 2 | 0 | 4 | 008:170 | −9    | 06     |
| 4.  | Felda United    | 6   | 1 | 2 | 3 | 007:100 | −3    | 05     |

| 21. Februar 2017 |     |                                                     |
| Hà Nội FC        | 1:1 | Ceres FC \| Mỹ-Đình-Nationalstadion                 |
| Tampines Rovers  | 2:1 | Felda United \| Jalan Besar Stadium                 |
| 7. März 2017     |     |                                                     |
| Felda United     | 1:1 | Hà Nội FC \| Shah Alam Stadium (in Shah Alam)       |
| Ceres FC         | 5:0 | Tampines Rovers \| Panaad Park and Stadium          |
| 15. März 2017    |     |                                                     |
| Hà Nội FC        | 4:0 | Tampines Rovers \| Mỹ-Đình-Nationalstadion          |
| Ceres FC         | 0:0 | Felda United \| Panaad Park and Stadium             |
| 4. April 2017    |     |                                                     |
| Felda United     | 3:0 | Ceres FC \| Shah Alam Stadium (in Shah Alam)        |
| Tampines Rovers  | 1:2 | Hà Nội FC \| Jalan Besar Stadium                    |
| 19. April 2017   |     |                                                     |
| Felda United     | 1:3 | Tampines Rovers \| Shah Alam Stadium (in Shah Alam) |
| Ceres FC         | 6:2 | Hà Nội FC \| Panaad Park and Stadium                |
| 3. Mai 2017      |     |                                                     |
| Hà Nội FC        | 4:1 | Felda United \| Mỹ-Đình-Nationalstadion             |
| Tampines Rovers  | 2:4 | Ceres FC \| Jalan Besar Stadium                     |

### Gruppe H
| Pl. | Verein          | Sp. | S | U | N | Tore    | Diff. | Punkte |
| --- | --------------- | --- | - | - | - | ------- | ----- | ------ |
| 1.  | Home United     | 4   | 3 | 0 | 1 | 012:800 | +4    | 09     |
| 2.  | Than Quảng Ninh | 4   | 1 | 1 | 2 | 010:900 | +1    | 04     |
| 3.  | Yadanarbon FC   | 4   | 1 | 1 | 2 | 003:800 | −5    | 04     |

| 22. Februar 2017 |     |                                                     |
| Yadanarbon FC    | 1:0 | Home United \| Mandalar Thiri Stadium               |
| 8. März 2017     |     |                                                     |
| Than Quảng Ninh  | 1:1 | Yadanarbon FC \| Mỹ-Đình-Nationalstadion (in Hanoi) |
| 14. März 2017    |     |                                                     |
| Home United      | 3:2 | Than Quảng Ninh \| Jalan Besar Stadium              |
| 5. April 2017    |     |                                                     |
| Than Quảng Ninh  | 4:5 | Home United \| Mỹ-Đình-Nationalstadion (in Hanoi)   |
| 18. April 2017   |     |                                                     |
| Home United      | 4:1 | Yadanarbon FC \| Jalan Besar Stadium                |
| 2. Mai 2017      |     |                                                     |
| Yadanarbon FC    | 0:3 | Than Quảng Ninh \| Mandalar Thiri Stadium           |

### Gruppe I
| Pl. | Verein       | Sp. | S | U | N | Tore    | Diff. | Punkte |
| --- | ------------ | --- | - | - | - | ------- | ----- | ------ |
| 1.  | 25. April SC | 4   | 2 | 2 | 0 | 014:300 | +11   | 08     |
| 2.  | Kigwancha SC | 4   | 2 | 2 | 0 | 013:300 | +10   | 08     |
| 3.  | Erchim FC    | 4   | 0 | 0 | 4 | 000:210 | −21   | 0      |

| 14. März 2017  |     |                                     |
| 25. April SC   | 6:0 | Erchim FC \| Stadion Erster Mai     |
| 4. April 2017  |     |                                     |
| Erchim FC      | 0:3 | Kigwancha SC \| MFF Football Centre |
| 18. April 2017 |     |                                     |
| 25. April SC   | 1:1 | Kigwancha SC \| Stadion Erster Mai  |
| 3. Mai 2017    |     |                                     |
| Kigwancha SC   | 2:2 | 25. April SC \| Kim-Il-sung-Stadion |
| 17. Mai 2017   |     |                                     |
| Erchim FC      | 0:5 | 25. April SC \| MFF Football Centre |
| 31. Mai 2017   |     |                                     |
| Kigwancha SC   | 7:0 | Erchim FC \| Kim-Il-sung-Stadion    |

### Tabellen der Gruppenzweiten
Neben den neun Gruppensiegern qualifizierte sich auch der jeweils beste Gruppenzweite der West- und der Südostregion für die Finalrunde. Da in Gruppe H nur drei Mannschaften spielten, wurden in den anderen beiden Gruppen der Südostregion die Ergebnisse gegen den jeweiligen Gruppenvierten nicht berücksichtigt. Bei Punktgleichheit zweier oder aller Mannschaften wurde die Platzierung durch folgende Kriterien ermittelt:
1. Tordifferenz aus allen Gruppenspielen
2. Anzahl Tore in allen Gruppenspielen

Westregion
| Pl. | Verein        | Sp. | S | U | N | Tore    | Diff. | Punkte | Gruppe |
| --- | ------------- | --- | - | - | - | ------- | ----- | ------ | ------ |
| 1.  | al-Wahda      | 6   | 3 | 2 | 1 | 010:300 | +7    | 11     | B      |
| 2.  | Muharraq Club | 6   | 3 | 1 | 2 | 009:800 | +1    | 10     | C      |
| 3.  | al-Dschaisch  | 6   | 3 | 0 | 3 | 006:900 | −3    | 09     | A      |

Südostregion
| Pl. | Verein                | Sp. | S | U | N | Tore    | Diff. | Punkte | Gruppe |
| --- | --------------------- | --- | - | - | - | ------- | ----- | ------ | ------ |
| 1.  | Johor Darul Ta’zim FC | 4   | 3 | 0 | 1 | 012:300 | +9    | 09     | F      |
| 2.  | Hà Nội FC             | 4   | 2 | 1 | 1 | 009:800 | +1    | 07     | G      |
| 3.  | Than Quảng Ninh       | 4   | 1 | 1 | 2 | 010:900 | +1    | 04     | H      |

## Finalrunde

### Regional-Halbfinale
Für das Regional-Halbfinale qualifizierten sich die Mannschaften der West- und der Südostregion. Die Spielpaarungen wurden schon bei der Auslosung der Gruppenphase im Dezember 2016 blind festgelegt. Abhängig dabei war nur, aus welcher Gruppe der jeweils beste Gruppenzweite kam. Die Hinspiele fanden am 16., 17. und 22. Mai 2017 statt, die Rückspiele vom 29. bis zum 31. Mai 2017.
Westregion
|                      | Gesamt |              | Hinspiel | Rückspiel |
| -------------------- | ------ | ------------ | -------- | --------- |
| al-Quwa al-Dschawiya | 2:1    | al-Zawraa SC | 11:1 1   | 21:0 2    |
| al-Wahda             | 4:2    | al-Wihdat    | 34:1 3   | 0:1       |

Südostregion
|                       | Gesamt    |             | Hinspiel | Rückspiel |
| --------------------- | --------- | ----------- | -------- | --------- |
| Global FC             | 4:5       | Home United | 2:2      | 2:3       |
| Johor Darul Ta’zim FC | (a)4:4(a) | Ceres FC    | 3:2      | 1:2       |

Anmerkungen

### Regional-Finale
Im Regional-Finale spielten die zwei Sieger des Regional-Halbfinales der Westregion und die zwei der Südostregion jeweils gegeneinander. Die Reihenfolge der Spiele wurde am 6. Juni 2017 ausgelost.
Die Hinspiele fanden am 2. August und 12. September 2017 statt, die Rückspiele am 9. August und 26. September 2017.
Westregion
|          | Gesamt    |                      | Hinspiel | Rückspiel |
| -------- | --------- | -------------------- | -------- | --------- |
| al-Wahda | (a)2:2(a) | al-Quwa al-Dschawiya | 12:1 1   | 10:1 1    |

Südostregion
|             | Gesamt |          | Hinspiel | Rückspiel |
| ----------- | ------ | -------- | -------- | --------- |
| Home United | 2:3    | Ceres FC | 2:1      | 0:2       |

Anmerkung

### Interregional-Halbfinale
Im Interregional-Halbfinale spielten die drei Sieger der Gruppen D, E und I sowie der Sieger des Regional-Finales der Südostregion gegeneinander. Die Spielpaarungen wurden am 6. Juni 2017 ausgelost.
Die Hinspiele fanden vom 22. bis zum 23. August statt, die Rückspiele vom 12. bis zum 13. September 2017.
|              | Gesamt |              | Hinspiel | Rückspiel |
| ------------ | ------ | ------------ | -------- | --------- |
| FC Istiklol  | 5:1    | Ceres FC     | 4:0      | 1:1       |
| Bengaluru FC | 3:0    | 25. April SC | 3:0      | 0:0       |

### Interregional-Finale
Im Interregional-Finale spielten die zwei Sieger des Interregional-Halbfinales jeweils gegeneinander. Die Reihenfolge der Spiele wurde am 6. Juni 2017 ausgelost.
Das Hinspiel fand am 27. September 2017 statt, das Rückspiel am 18. Oktober 2017.
|             | Gesamt |              | Hinspiel | Rückspiel |
| ----------- | ------ | ------------ | -------- | --------- |
| FC Istiklol | 3:2    | Bengaluru FC | 1:0      | 2:2       |

### Finale
| FC Istiklol                                                                       | FC Istiklol | al-Quwa al-Dschawiya | al-Quwa al-Dschawiya | Aufstellung                                        |
| --------------------------------------------------------------------------------- | --- | --- | -------------------- | -------------------------------------------------- |
| FC Istiklol                                                                       | \| 4. November 2017 um 18:00 Uhr (14:00 Uhr MEZ) in Hissor (Hisor Central Stadium) \| \| Ergebnis: 0:1 (0:0) \| \| Zuschauer: 20.000 \| \| Schiedsrichter: Mohammed Abdullah Hassan Mohammed ( Vereinigte Arabische Emirate) \| \| Spielbericht \|                                                          | \| 4. November 2017 um 18:00 Uhr (14:00 Uhr MEZ) in Hissor (Hisor Central Stadium) \| \| Ergebnis: 0:1 (0:0) \| \| Zuschauer: 20.000 \| \| Schiedsrichter: Mohammed Abdullah Hassan Mohammed ( Vereinigte Arabische Emirate) \| \| Spielbericht \| | al-Quwa al-Dschawiya | Aufstellung FC Istiklol gegen al-Quwa al-Dschawiya |
| FC Istiklol                                                                       | Nikola Stošić – Oleksandr Stetsenko, Artem Baranovskyi, Siyovush Asrorov, Akhtam Nazarov – Jahongir Aliev (88. Romish Jalilov), Nuriddin Davronov (72. Amirbek Juraboev), David Mawutor, Fatkhullo Fatkhuloev – Dmitry Barkov, Manutschehr Dschalilow (74. Dilshod Vasiev) Cheftrainer: Mukhsin Mukhamadiev | Fahad Talib – Sameh Saeed, Samal Saeed, Sebastijan Antić, Ali Bahjat – Karrar Ali Bari (90. Ahmed Abdul-Ridha), Zaher Midani, Khaled Mobayed, Humam Tariq – Hammadi Ahmad, Emad Mohsin (78. Saif Salman) Cheftrainer: Hussam al-Sayed ( Syrien)    | al-Quwa al-Dschawiya | Aufstellung FC Istiklol gegen al-Quwa al-Dschawiya |
| FC Istiklol                                                                       | 0:1 Mohsin (68.) | | al-Quwa al-Dschawiya | Aufstellung FC Istiklol gegen al-Quwa al-Dschawiya |
| FC Istiklol                                                                       | Fatkhuloev (56.), Asrorov (60.), Jalilov (90.+1') | Midani (66.), Ali Bari (87.) | al-Quwa al-Dschawiya | Aufstellung FC Istiklol gegen al-Quwa al-Dschawiya |
| FC Istiklol                                                                       | Spieler des Spiels: Emad Mohsin (al-Quwa al-Dschawiya) | | al-Quwa al-Dschawiya | Aufstellung FC Istiklol gegen al-Quwa al-Dschawiya |
| 4. November 2017 um 18:00 Uhr (14:00 Uhr MEZ) in Hissor (Hisor Central Stadium)   | | |                      |                                                    |
| Ergebnis: 0:1 (0:0)                                                               | | |                      |                                                    |
| Zuschauer: 20.000                                                                 | | |                      |                                                    |
| Schiedsrichter: Mohammed Abdullah Hassan Mohammed ( Vereinigte Arabische Emirate) | | |                      |                                                    |
| Spielbericht                                                                      | | |                      |                                                    |

## Torschützenliste
Nachfolgend sind die besten Torschützen der AFC-Cup-Saison (ohne Qualifikation) aufgeführt. Bei gleicher Anzahl von Treffern sind die Spieler alphabetisch sortiert.
| Rang                   | Nat           | Spieler                | Verein                | Tore |
| ---------------------- | ------------- | ---------------------- | --------------------- | ---- |
| 01                     | Korea Nord    | Kim Yu-song            | 25. April SC          | 9    |
| 02                     | Argentinien   | Gabriel Miguel Guerra  | Johor Darul Ta’zim FC | 8    |
|                        | Spanien       | Bienvenido Marañón     | Ceres FC              | 8    |
|                        | Kroatien      | Stipe Plazibat         | Home United           | 8    |
| 05                     | Tadschikistan | Manutschehr Dschalilow | FC Istiklol           | 7    |
| 06                     | Oman          | Mohammed al-Ghassani   | Saham Club            | 6    |
| 07                     | Vietnam       | Nguyễn Văn Quyết       | Hà Nội FC             | 5    |
|                        | Korea Nord    | Rim Kwang-hyok         | Kigwancha SC          | 5    |
|                        | Spanien       | Fernando Rodríguez     | Ceres FC              | 5    |
|                        | Turkmenistan  | Myrat Ýagşyýew         | Altyn Asyr FK         | 5    |
| Stand: Ende der Saison |               |                        |                       |      |

## Eingesetzte Spieler von al-Quwa al-Dschawiya
| al-Quwa al-Dschawiya | - Tor: Fahad Talib (11/-) - Abwehr: Ali Bahjat (11/-); Samal Saeed (11/-); Sameh Saeed (8/-); Ahmed Abdul-Ridha (6/-); Saad Natiq (6/-); Sebastijan Antić (3/-) - Mittelfeld: Zaher Midani (9/-); Humam Tariq (8/-); Fahad Kareem (7/-); Mohammed Khalid Jaffal (6/-); Gilles Ngomo (5/-); Bashar Rasan (5/-); Ahmed Kadhim (4/1); Osama Ali (4/-); Ali Al Saadi (3/-); Thamer Barghash (3/-); Saif Salman (3/-); Khaled Mobayed (2/-); Karrar Ali Bari (1/-) - Sturm: Emad Mohsin (11/3); Amjad Radhi (10/4); Hammadi Ahmad (10/2); Ali Yousif (2/-); Kabiru Musa (1/-) - Trainer: Basim Qasim (Gruppenphase bis Regional-Halbfinale); Hussam al-Sayed (Regional-Finale bis Finale) |